# Сардинское королевство
Сардинское королевство или Королевство Савойя-Сардиния (итал. Regno di Sardegna, сард. Regnu de Sardigna, пьем. Regn ëd Sardëgna; часто называвшееся с его центральной областью Пьемонт-Сардиния, Сардиния-Пьемонт; Савойя-Пьемонт-Сардиния во время периода правления савойской династии) — государство, существовавшее в Европе с 1720 по 1861 годы; под конец его существования в его состав из ранее самостоятельных государств Италии входили, кроме Сардинии и Пьемонта, герцогства Аоста и Монферрат, графство Ницца, герцогства Савойя и Генуя. Общая площадь территории королевства составляла 76 000 км²; население — 5 167 000 жителей (1857). Столица — Турин.
После образования Королевства Италия (1861) бывшее Сардинское королевство составило в нём области Сардиния, Пьемонт, Лигурия и часть провинции Павия; Савойя и Ницца перешли к Франции.

## XVIII век

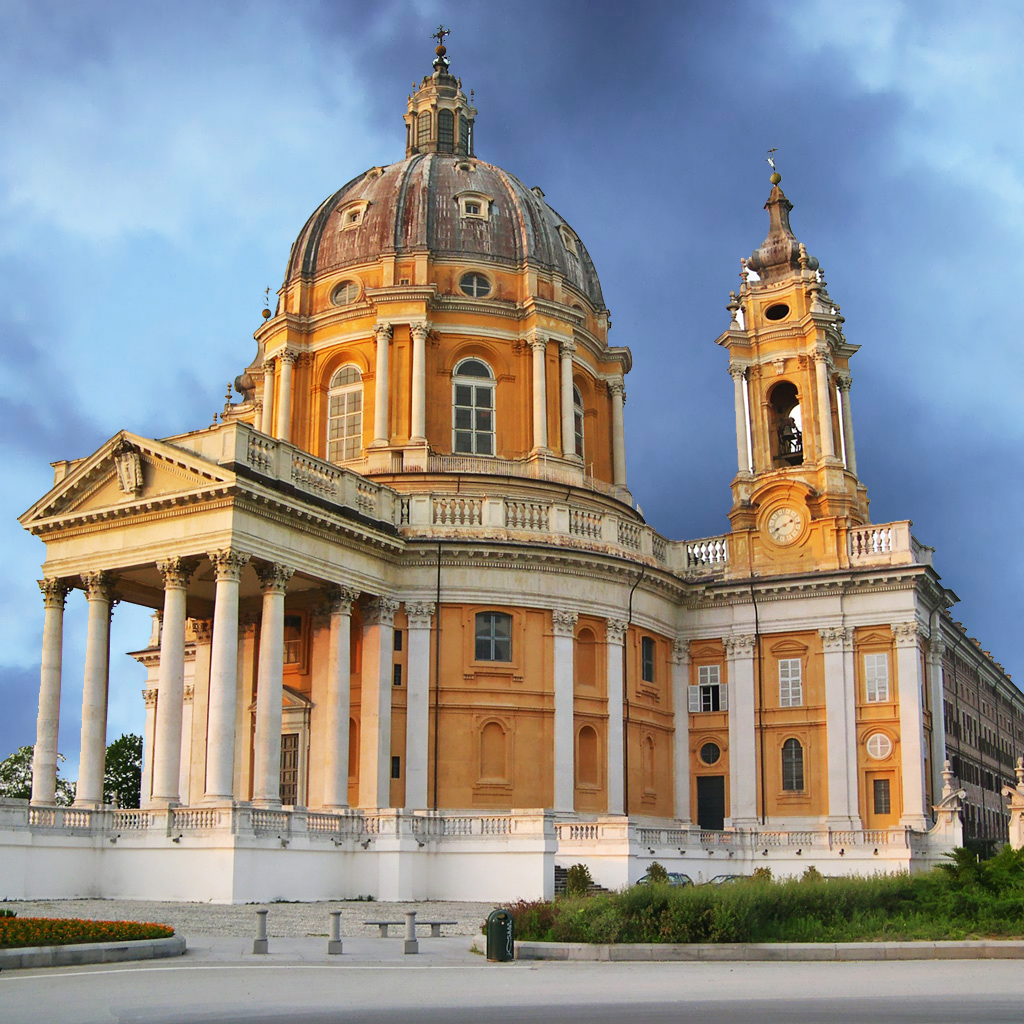
Суперга — усыпальница сардинских королей.

В 1720 году герцог савойский Виктор Амадей II в обмен на полученное им по Утрехтскому миру (1713) Королевство Сицилию получил от Габсбургской монархии гораздо менее населённый и менее богатый остров Сардинию. Новообразованное государство получило имя Королевства Сардинского, хотя важнейшей и по населению, и по политическому значению его частью остался Пьемонт, главный город которого (Турин) сохранил значение столицы. Оно состояло тогда, кроме Сардинии, Савойи и Ниццы, из западной половины современного Пьемонта (Турин и Кунео).
В 1730 году Виктор Амадей II отрёкся от престола в пользу своего сына Карла Эммануила III (1730—1773). Через год он попытался поднять восстание, чтобы вернуть себе корону, но был арестован и в 1732 году умер под арестом.
Карл Эммануил III, стремясь к расширению территориальных владений, вступал для этой цели в союзы то с Францией, то с Австрией. В 1733 году он заключил оборонительный союз с Францией и в войне за польское наследство командовал соединёнными франко-сардинскими войсками. В 1734 году армия Карла Эммануила III нанесла поражения австрийцам при Парме (29 июня) и под Гвасталлой (19 сентября) и заняла Милан. В следующем году он одержал победу над имперским полководцем Кёнигсеггом. По Венскому миру 1738 года он получил только часть герцогства Миланского (Новару и Тортону).
В войне за австрийское наследство Карл Эммануил III снова заключил союз с Францией, надеясь получить герцогство Миланское, однако видя желание Франции передать эту территорию Испании, он присоединился договорами в Турине (1742) и Вормсе (1743) к Австрии, за что получил от последней графство Ангиери, значительную часть княжества Павии и владения Бобио и Пьяченцу. Испанский инфант дон Филипп пришёл с испанским войском в Савойю и взял Шамбери, но Карл Эммануил III победил его 5 марта 1744 года при Кампо-Санто. Свежие франко-испанские войска прогнали короля с позиций при Виллафранке и осадили Конию. В 1745 году неприятель завоевал Тортону, Пьяченцу, Алессандрию и Валенсу и разбили 27 сентября австро-сардинское войско при Бассиньяно. Франция предложила королю нейтралитет, но он не согласился и приготовился к дальнейшей борьбе. 8 марта 1746 года он взял Асти с 6000 французов, потом завоевал несколько городов и получил подкрепления в виде 30 000 австрийских войск. С ними он разбил неприятеля 16 июня при Сант-Антонио, недалеко от Пьяченцы, прогнал французов и испанцев из своих владении и вторгся в Дофине и Прованс. После своих побед Карл Эммануил III достиг Ахенским миром 1748 года беспрерывного мира до своей кончины и благоденствия государства.
При Карле Эммануиле III было отменено крепостное право, введён новый кодекс гражданских и уголовных законов, имения духовенства обложены налогом, проложены новые дороги, прорыты новые каналы. Все это имело характер борьбы с церковью и с остатками феодального строя, происходившей исключительно в интересах централизации и абсолютизма.
В следующее за тем царствование Виктора Амадея III (1773—1796), не обладавшего силою и умом отца, приобретения предыдущей эпохи были потеряны, преимущественно вследствие безумной роскоши короля и двора, а также их любви к военным парадам. Король усиленно заботился о войске, усердно копируя Фридриха II, но, несмотря на это, первый же опыт доказал совершенную негодность сардинской армии. Финансы были подорваны, государство обременено тяжёлым долгом, духовенство восстановлено во всех своих правах. К концу XVIII века Сардинское королевство ещё более, чем другие страны Северной Италии, было страной духовенства, дворянства и военных. Под конец царствования Виктор Амадей III счёл нужным поддержать Людовика XVI, с которым был связан семейными узами, и вмешался в войну с революционной Францией.

## Период революционных и Наполеоновских войн
С началом революционных войн французская армия под командованием Монтескью вторглась в Савойю и Ниццу. Сардинцы не оказывали сопротивления и обе области были включены в состав Французской республики. Прочие сардинские владения остались незанятыми. 25 апреля 1793 года король заключил с Великобританией союз, по которому он за 200 000 фунтов стерлингов ежегодно должен был выставлять против Франции 50-тысячное войско. В 1794 году военные действия возобновились. Французы, вторгнувшиеся в Пьемонт в 1795 году, были вытеснены австро-сардинскими войсками. Новые французские армии под командованием Шерера и Келлермана 23—25 ноября победили союзников в нескольких сражениях и заняв генуэзскую Ривьеру заставили отступить тех в Альпы. В 1796 году Наполеон Бонапарт, отрезав сардинское войско от австрийского, вынудил Виктора Амадея III 28 апреля к перемирию, а 15 мая к окончательному миру, по которому Савойя и Ницца были уступлены Франции. Его сын Карл Эммануил IV употребил все силы, чтобы восстановить расстроенное государство, но тщетно. Внутренние волнения народа, война с новой Лигурийской республикой и, наконец, война с Францией 1798 года лишили его всех владений на материке. Он вынужден был оставить столицу и отправиться на Сардинию. Между тем Франция учредила временное правительство в Пьемонте.
В 1799 году русско-австрийское войско под командованием Суворова отвоевало Пьемонт у французов и вернуло управление сардинского короля, но под влиянием Австрии. Переход Наполеона через перевал Сен-Бернар и сражение при Маренго 14 июля 1800 года опять привели дела государства в неприятный оборот. Бонапарт предложил королю вернуть Пьемонт, если тот уступит Савойю и Ниццу, но Карл Эммануил IV не согласился. Потеряв надежду сохранить целостность своих владений, он 4 июня 1802 года сложил правление в пользу своего брата Виктора Эммануила I. 11 сентября 1802 года Бонапарт присоединил Пьемонт к Франции и разделил его на 6 департаментов.

## Период реакции. Восстание 1821 года

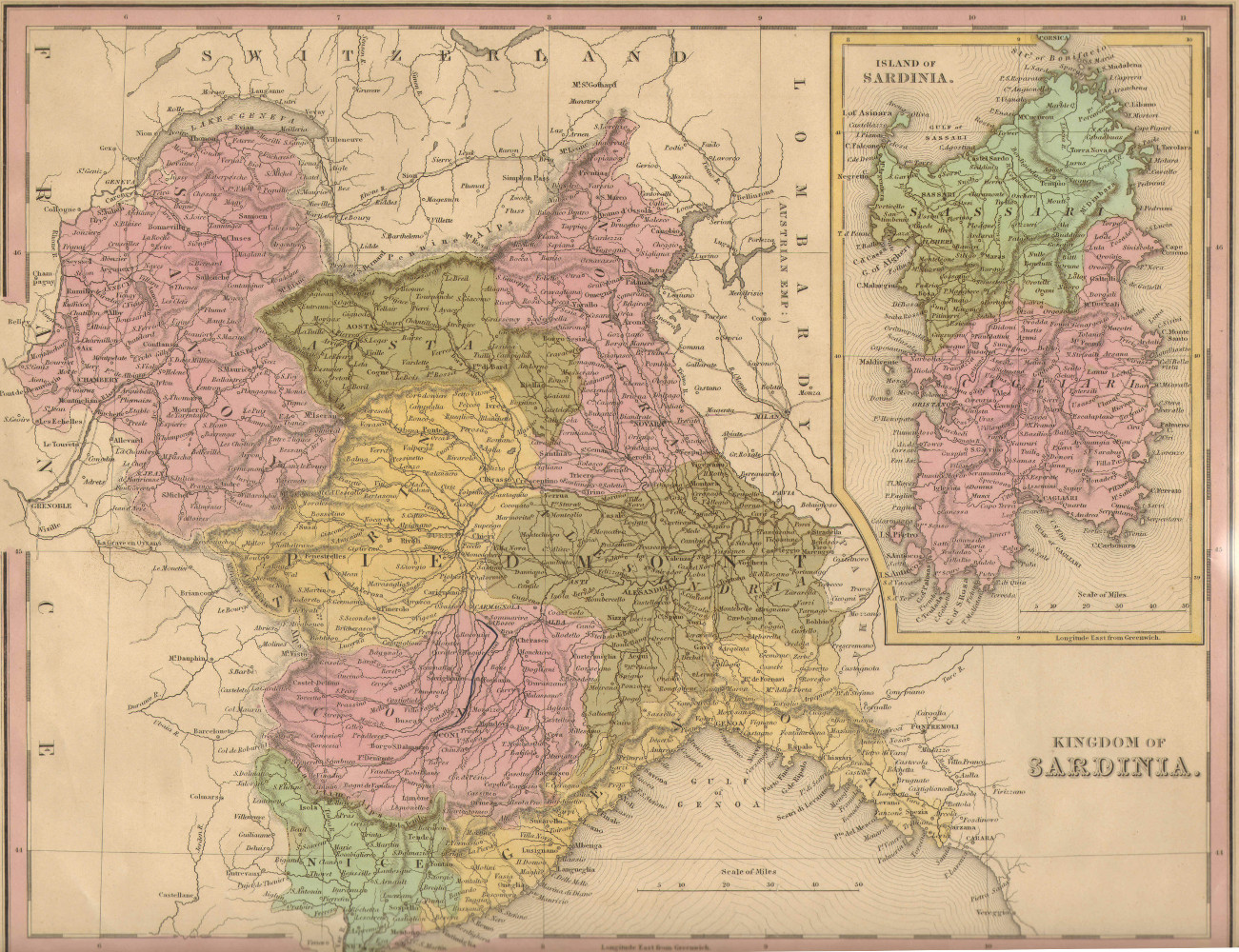
Историческая карта административного деления Сардинии

С падением Наполеона, в 1814 году, сардинские владения на материке освободились от французского владычества и опять достались прежнему царствующему дому, а Венским конгрессом 1815 года к королевству были присоединены княжество Монако и герцогство Генуэзское. На Венском конгрессе в королевстве был решён вопрос о престолонаследии в том смысле, что в случае бездетной смерти Виктора Эммануила и его единственного остававшегося в живых брата, Карла Феликса, корона должна перейти к младшей линии Савойского дома, к принцу Карлу-Альберту Кариньянскому.
14 мая 1814 года Виктор Эммануил вместе с сардинскими эмигрантами вступил в Турин. Как и его предшественники, он был орудием в руках католического духовенства и придворных, а эти последние жаждали возможно более полного восстановления своего прежнего положения и мечтали о мести врагам. Уже 21 мая король издал эдикт, которым всё введённое французами объявлялось отменённым. Эдикт возвращал иезуитов и уничтожал религиозное равноправие, отнимал у иноверцев гражданские права, снова предписывал евреям носить особые знаки и лишал их права владеть недвижимостью, восстанавливал духовные, военные и другие особые суды с применением колесования и четвертования. Не довольствуясь этим, правительство решило даже уничтожить проложенные французами дороги (что было частично приведено в исполнение), а построенный ими мост через По близ Турина был спасён от разрушения только благодаря тому, что возле него была поставлена часовня в честь возвращения короля. От владычества французов сохранились только все введённые ими весьма тяжёлые подати.
В общем, реакция в Пьемонте свирепствовала в эту эпоху даже сильнее, чем в остальной Италии, так что даже австрийский режим в Ломбардии мог считаться либеральным в сравнении с сардинским, и Меттерних иногда сдерживал рвение Виктора Эммануила. Стремление к равенству и свободе оставили, однако, глубокий след в умах населения, преимущественно городского. Тайные общества карбонариев были распространены по всему королевству; даже среди аристократии и среди офицеров было немало сторонников революции, а студенты Туринского университета почти поголовно мечтали о ней. Дружеские отношения с заговорщиками поддерживал и принц Кариньянский, сумевший уверить их в искренности своих революционных убеждений.
В 1821 году произошёл бунт: 10 марта, следуя примеру восстания в Неаполе, несколько офицеров в Алессандрии подняли солдат, захватили крепость и провозгласили так называемую испанскую конституцию и итальянское королевство. То же самое повторилось и в нескольких других второстепенных городах (Фоссано, Тортона). 12 марта отряд мятежников вступил в Турин и, восторженно встреченный частью городского населения, а также офицерами местного гарнизона, без боя занял цитадель. Виктор Эммануил 13 марта отрёкся от престола в пользу своего брата Карла Феликса, а так как последний находился за границей, в Модене, то до приезда его регентом стал принц Кариньянский, Карл Эммануил Альберт. Народ устремившись к замку новоиспечённого регента заставил его принять испанскую конституцию. 14 марта была учреждена временная хунта, составившая либеральное министерство под председательством Фердинанда даль Поццо, устроена национальная гвардия с предводителем заговорщиков генералом Сантарозой, в должности военного министра, а принц Кариньянский присягнул на верность новому порядку вещей.
Новый король, однако, ещё из-за границы выразил порицание всему совершившемуся, вождей конституционной партии объявил мятежниками и приказал принцу-регенту во главе оставшихся верными войск отправиться в Новару и там ожидать дальнейших приказаний. В Новаре верный королю генерал-лейтенант Сальери де ла Торре вооружился для восстановления королевской власти. Принц Кариньянский отказался от революции, бежал из Турина, обнародовав приказ войскам вновь стать под королевское знамя.
В Савойе, Генуе и прочих материковых территориях Карл Феликс определил трёх военных губернаторов с неограниченной властью. Духовенство должно было содействовать уничтожению беспорядков. Инсургенты, испуганные успехами австрийских войск в Неаполе, тщетно старались воспламенить умы народа ложным толкованием политических дел. В Павии собралось 20 000 австрийских войск, под командованием генерала Бубны. Верное сардинское войско под командованием де ла Торре увеличилось до 6000 человек. 8 апреля были открыты военные действия против инсургентов.
Тем временем. Сантароза во главе революционных войск двинулся навстречу королю, возвращавшемуся на родину с австрийской армией. 8 апреля 1821 года произошёл бой под Новарой, в котором революционеры были наголову разбиты. 10 апреля королевские полки вступили в Турин, генерал Бубна занял важную позицию при Казале и 11 апреля стал перед Алессандрией. Инсургентов объял панических страх. Их вождь Арсальди поспешил с несколькими студентами в Геную, где известие о революции было принято довольно холодно. В Савойе военный губернатор, генерал д’Андецено успел сохранить порядок.
Возмущение везде было уничтожено, множество инсургентов оставило страну и австрийские войска заняли до 1823 года все важнейшие пункты в королевстве. Король Карл Феликс восстановлен во всех правах абсолютной власти. Участники революции, которым не удалось бежать за границу, и вместе с ними масса совершенно невинных людей были отданы под суд и подвергнуты либо смертной казни, либо продолжительному тюремному заключению. Печать была почти уничтожена; туринский и генуэзский университеты закрыты на год, а потом подчинены новому, совершенно полицейскому регламенту. Произошло совершенное преобразование, которое хотя и не уменьшило неудовольствия, но по крайней мере не допустило возобновления новых беспорядков. Король начал преследовать протестантов, живущих в Турине и Пньяроле, которые до конца 1827 года должны были продать своё имущество и удалиться. Новые гонения потерпели и Вальденсы.
В 1828 году произошли новые смуты в Пьемонте и Савойе, но они были быстро погашены силой, многие знатные лица были отправлены в темницы, крепости в Пьемонте подготовлены в боевое состояние, войска собраны на границе с Францией.

## Реформы

Флаг с 1848

В 1831 году на престол вступил Карл Альберт, отрёкшийся от своих либеральных увлечений. Католическое духовенство пользовалось при нём прежней властью; абсолютизм был прежним; цензура сохранена. Однако положение печати все же стало немного легче, в области судопроизводства были произведены некоторые реформы, положение университетов стало несколько свободнее, улучшены пути сообщения, приняты меры для подъёма сельского хозяйства и обрабатывающей промышленности. Развитие последней, рост городов, участившиеся сношения с Францией подготавливали дальнейшее движение. По отношению к Австрии Карл-Альберт держался самостоятельнее, чем его предшественник, явно стремясь к усилению своего влияния в других частях Италии и мечтая о распространении на них своей власти.
В 1836 году толпа революционеров из поляков, итальянцев и немцев под предводительством Мадзини и Ромарино вторглись в Пьемонт. Это вторжение, хотя и не имело успеха, заставило обратить серьёзное внимание на состояние государства. Были сделаны серьёзные реформы в законодательстве и судопроизводстве, заключены торговые договоры с Францией, Англией, Нидерландами, Ганзейскими городами, Данией, Портой и Австрией.
Когда в 1848 году в Италии появились первые признаки революционного брожения, Карл-Альберт решился предупредить его уступками и 8 февраля обещал конституцию, опубликованную 4 марта. Для приведения её в действие 8 марта было сформировано либеральное министерство под председательством графа Бальбо. При нём был созван первый Сардинский парламент.

## На пути к объединению Италии
Когда вспыхнула революция в Милане, Карл Альберт решил оказать ей поддержку, рассчитывая присоединить Ломбардию к своим владениям. В прокламации 25 марта он заявил, что Италия должна сама, без вмешательства других держав, решать свои дела («L’Italia farà da sé»), и двинул войска на помощь миланцам (см. Австро-итальянская война). Министерство Бальбо ушло в отставку 26 июля 1848 года, тотчас после поражения при Кустоцце; следовавшие за ним министерства быстро падали жертвой военных неудач и собственной двусмысленной политики; все они больше думали об усилении Савойской династии, чем о борьбе за объединение (Рисорджименто) и свободу Италии; поэтому они очень недружелюбно смотрели на народные движения, которые только и могли бы доставить перевес сардинскому правительству над более сильной в военном отношении Австрией. Наибольшее значение в ряду этих министерств имел кабинет Джоберти (декабрь 1848 — февраль 1849 годов).
После вступления на престол Виктор Эммануил II поручил власть маркизу Д’Адзельо (май 1849 — октябрь 1852 года). 6 августа 1849 года был заключён в Милане мир между Австрией и Сардинией.
В ноябре 1849 года при сильном министерском давлении были произведены выборы, давшие в палате умеренно-либеральное большинство. В 1850 году влиятельным лицом в кабинете Д’Адзельо становится граф Кавур, который с 1852 года являлся почти бессменным (с перерывом в 1859—1860 гг.) руководителем сардинской политики. Заботясь о поднятии международного значения Сардинии, Кавур склонил Виктора Эммануила принять вместе с Францией и Англией активное участие в Крымской войне. 
Сардинский экспедиционный корпус генерала Альфонсо Ламарморы действовал в составе союзной армии при осаде Севастополя с апреля 1855 по июнь 1856 года и частью сил принял участие в сражении на Чёрной речке. Численность его достигала 18 061 человек, а с учётом присланной к берегам Крыма Королевской морской дивизии (1 пароходофрегат, 4 паровых корвета, 2 бригантины, 3 транспорта, 7 вспомогательных судов) — 24 082 военнослужащих. Боевые потери сардинцев в Крыму ввиду их ограниченного участия в боях были незначительные (в литературе часто пишут о 12 убитых сардинцах за всю компанию, однако только в сражении на Чёрной речке сардинцы потеряли 18 убитых и пропавших без вести и 169 раненых), но эпидемия тифа и холеры унесли жизни 1 348 итальянцев.
В 1860 году «Альпийские» и «Апенинские» стрелки составили сардинскую бригаду.
В 1861 году в результате Рисорджименто образовалось Королевство Италия; сардинская конституция стала итальянской конституцией, и Сардинское королевство прекратило самостоятельное существование. В отличие от многих европейских монархов, итальянские короли продолжили нумерацию королей Пьемонта и Сардинии.